# Shireoaks
Shireoaks – wieś w Anglii, w hrabstwie Nottinghamshire, w dystrykcie Bassetlaw. Leży 42 km na północ od miasta Nottingham i 214 km na północ od Londynu.